# Chlorospingus parvirostris
Clorospingo-de-bigodes-amarelos ou saíra-de-bigode-amarelo (Chlorospingus parvirostris) é uma espécie de ave da família Thraupidae.
Pode ser encontrada nos seguintes países: Bolívia, Colômbia, Equador e Peru.
Os seus habitats naturais são: regiões subtropicais ou tropicais húmidas de alta altitude.